# DDR-Oberliga 1957
L'edizione 1957 della DDR-Oberliga vide la vittoria finale dell'SC Wismut Karl-Marx-Stadt.
Capocannoniere del torneo fu Heinz Kaulmann (ASK Vorwärts Berlino), con 15 reti.

## Classifica finale
|     | Classifica                      | Pt | G  | V  | N  | P  | GF | GS |
| --- | ------------------------------- | -- | -- | -- | -- | -- | -- | -- |
| 1.  | SC Wismut Karl-Marx-Stadt       | 36 | 26 | 16 | 4  | 6  | 49 | 28 |
| 2.  | ASK Vorwärts Berlino            | 33 | 26 | 13 | 7  | 6  | 45 | 22 |
| 3.  | SC Rotation Lipsia              | 32 | 26 | 12 | 8  | 6  | 40 | 29 |
| 4.  | SC Motor Jena                   | 28 | 26 | 11 | 6  | 9  | 41 | 29 |
| 5.  | SC Aktivist Brieske-Senftenberg | 28 | 26 | 11 | 6  | 9  | 33 | 26 |
| 6.  | SC Turbine Erfurt               | 27 | 26 | 10 | 7  | 9  | 37 | 33 |
| 7.  | SC Lokomotive Lipsia            | 26 | 26 | 9  | 8  | 9  | 36 | 32 |
| 8.  | SC Einheit Dresda               | 25 | 26 | 8  | 9  | 9  | 40 | 44 |
| 9.  | Fortschritt Weißenfels          | 23 | 26 | 8  | 7  | 11 | 38 | 38 |
| 10. | BSG Motor Zwickau               | 23 | 26 | 9  | 5  | 12 | 35 | 43 |
| 11. | BSG Rotation Babelsberg         | 23 | 26 | 8  | 7  | 11 | 29 | 44 |
| 12. | SC Chemie Halle-Leuna           | 22 | 26 | 9  | 4  | 13 | 42 | 51 |
| 13. | BSG Lokomotive Stendal          | 22 | 26 | 9  | 4  | 13 | 28 | 43 |
| 14. | SC Motor Karl-Marx-Stadt        | 16 | 26 | 3  | 10 | 13 | 31 | 62 |

### Verdetti
- SC Wismut Karl-Marx-Stadt campione della Germania Est 1957.
- BSG Lokomotive Stendal e SC Motor Karl-Marx-Stadt retrocesse in DDR-Liga.